# تبر (فیلم ۱۹۷۴)
«تبر» (انگلیسی: Axe (film)) فیلمی در ژانر ترسناک و مهیج است که در سال ۱۹۷۷ منتشر شد.
گروهی از سه جنایتکار که در قانون اجرا می شوند، در معرض ترساندن شهروندان محلی از یک جامعه کوچک قرار دارند، قبل از اینکه نیمی از مزرعه جدا شده را که به یک دختر جوان به نام لیزا و پدربزرگ فلج شده است، بسپارد. پس از اینکه توسط دو نفر از گانگستر مورد تجاوز جنسی قرار گرفت، او با استفاده از تبر و تیغ تیغه ای مقابله می کند.